# Río Matador
Der Río Matador ist ein etwa 120 km langer rechter Nebenfluss des Río Huallaga in den Provinzen San Martín (Region San Martín) und Alto Amazonas (Region Loreto) im zentralen Norden Perus.

## Flusslauf
Der Río Matador entspringt in einem Höhenrücken im Amazonastiefland auf einer Höhe von etwa 180 m. Das Quellgebiet befindet sich im  Südosten der Distrikte Chipurana und Papaplaya. Der Río Matador fließt anfangs 10 km in nordnordwestlicher Richtung durch den Höhenrücken und wendet sich im Anschluss 10 km nach Westen. Der Río Matador wendet sich dann nach Norden, später in Richtung Nordnordwest und durchquert eine breite sumpfige Niederung östlich des Río Huallaga. Der Flusslauf ist erst auf den unteren 90 Kilometern klar erkennbar. Er bildet zahlreiche enge Flussschlingen und Altarme. Zwischen den Flusskilometern 61 und 58 befindet sich der See Hatuncocha am Flusslauf. Bei Flusskilometer 47 vereinigt sich der Río Matador mit einem größeren rechten Nebenfluss und fließt im Anschluss in überwiegend westnordwestlicher Richtung. Er bildet nun bis Flusskilometer 12 die Grenze zwischen den Regionen San Martín (Linksufer) und Loreto (Rechtsufer). Der Río Matador mündet schließlich auf einer Höhe von ungefähr 135 m in den Río Huallaga. Die Mündung befindet sich 7 km südlich der Ortschaft Shucushuyacu sowie 33 km südöstlich der Provinzhauptstadt Yurimaguas.

## Einzugsgebiet
Das Einzugsgebiet des Río Matador umfasst eine Fläche von ungefähr 1350 km². Es erstreckt sich über den Osten des Distrikts Papaplaya sowie Teile der Distrikte Chipurana, El Porvenir (alle drei in der Provinz San Martín) sowie über den Südosten des Distrikts Teniente César López Rojas (Provinz Alto Amazonas). Es grenzt im Osten an das des oberstrom gelegenen Río Huallaga, im Süden an das Einzugsgebiet des Río Chipurana, im Osten an das des Río Pacaya sowie im Norden an das des Río Cuiparillo. 

## Ökologie
Das Einzugsgebiet ist weitgehend unbewohnt. Es besteht hauptsächlich aus Sumpfgebieten und tropischen Regenwäldern. Entlang dem Unterlauf gibt es erste gerodete Flächen. Im Osten liegt das Schutzgebiet Concesión para Conservación Luis Tello Ochoa.